# Ракетный катер

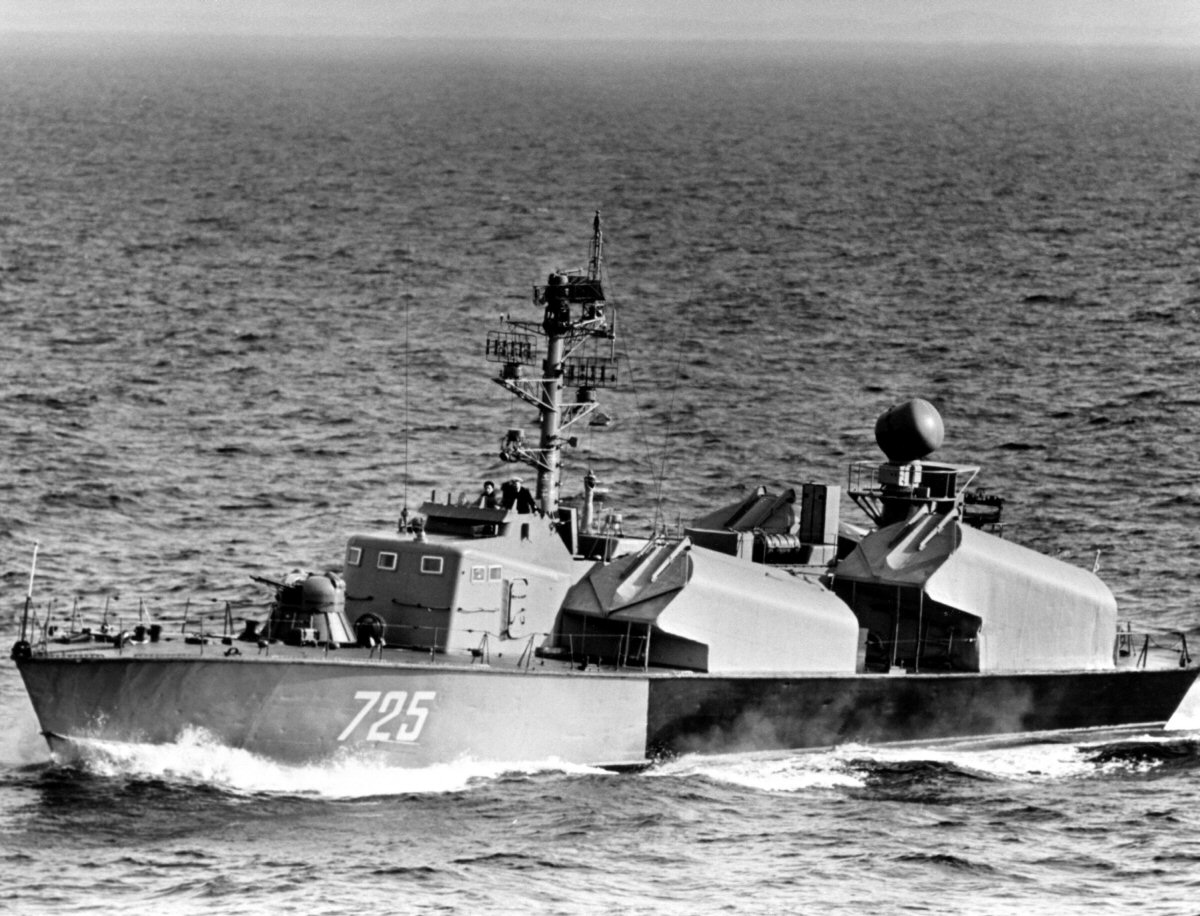
Ракетный катер проекта 205 (СССР, начало 1960-х). Ракеты в ангарах.

Ракетный катер — класс быстроходного, маломерного корабля, основным оружием которого являются ракеты класса «корабль — корабль».
В вооружённых силах применяется сокращение (аббревиатура) — РКА.

## История развития
По разным источникам, первой страной занявшейся проектированием и постройкой ракетных катеров был СССР. Официально первый ракетный катер был принят на вооружение в 1960 году. Это был манёвренный, скоростной катер 183Р «Комар». Он был вооружён 2 ракетами. Следующим стал проект 205 «Москит» («Osa» по классификации НАТО), оснащённый уже 4 ракетами П-15.
Второй страной, которая обзавелась собственными ракетными катерами, был Израиль, за основу был положен проект немецкого торпедного катера типа «Ягуар», строились катера во Франции, ракетное вооружение было израильской разработки. Это были катера типа «Саар-3», они вступили в строй в 1967—1968 годах.

## Первое боевое применение
21 октября 1967 года израильский эсминец «Эйлат» водоизмещением 2530 тонн был потоплен четырьмя ракетами П-15, выпущенными с египетских ракетных катеров типа «Комар» по личному приказу президента Насера в ответ на уничтожение двух торпедных катеров израильским эсминцем и двумя торпедными катерами тремя месяцами ранее. Это был первый случай боевого применения противокорабельных ракет (ПКР), выпущенных с ракетного катера. Он показал, что ракетные катера являются действенным оружием современной войны, и подстегнул другие страны к созданию собственных ракетных катеров и противокорабельных ракет.

## Конструкция

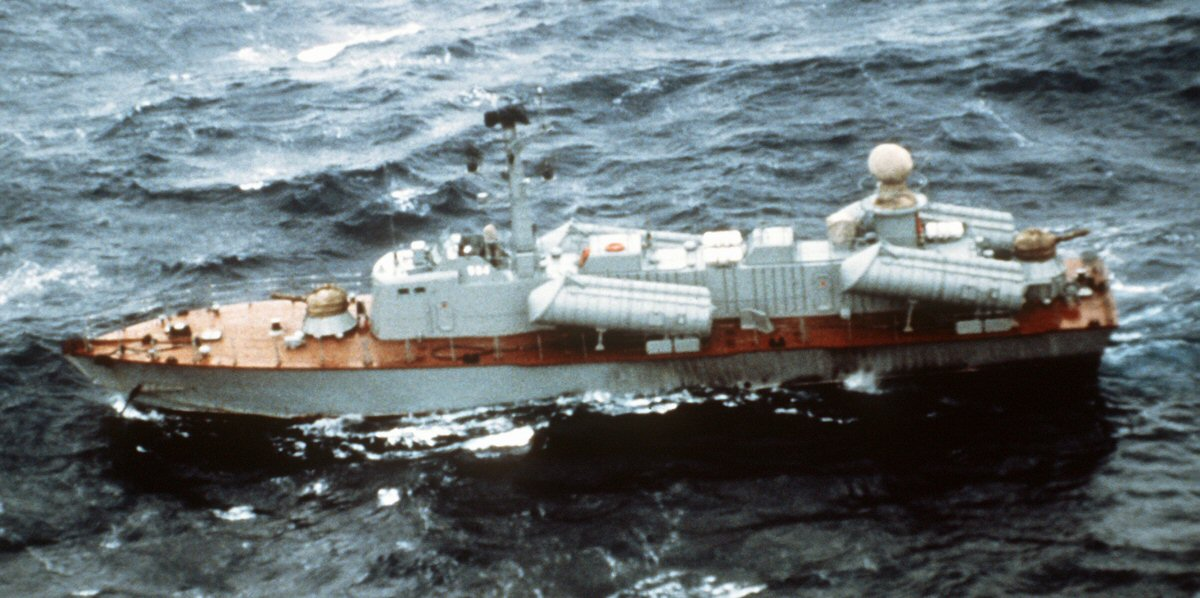
Катер пр. 205У (1982). Хорошо видны контейнеры ракет.

Первоначально ракетные катера представляли собой переоборудованные торпедные катера. Способ «снять торпеды — поставить ракеты» был общим при строительстве всех типов. Однако по мере эксплуатации оформились новые требования:
1. Основное вооружение — ракета — стало чувствительнее к условиям содержания и применения. Поэтому пришлось создавать пусковые установки (ПУ) специально для корабельных условий. Например, катер проекта 183Р нес ракеты в ангарах.[3] Проект 205/205У в ходе модификации сменил ангары на контейнеры, обеспечивающие ракетам приемлемый климат. Понадобились и системы контроля за климатом. Соответственно, пусковые установки становились тяжелее и больше.
2. При старте ракеты образуются реактивные газы. Потребовались их отвод и защита экипажа и основных систем. Изменилась конструкция надстройки и участков палубы.
3. Дальность действия ракет означает, что пуски производятся в основном за пределами визуального обнаружения. Обязательной стала установка радаров обнаружения и управления оружием.

Новые проекты ракетных катеров стали использовать системный подход, рассматривая катер и оружие как взаимосвязанные части одного целого. Возросло водоизмещение и удельный вес вспомогательных механизмов, обеспечивающих электронику. Дальнейшим развитием класса стали ракетные корветы (например, израильский «Саар 5»), а в СССР/России — малые ракетные корабли (МРК, проекты 1234, 1240, 1241 и пр.).

## Тактика
Первое же боевое применение показало, что новое оружие радикально изменило тактику и взгляды на его использование на море. Было положено начало новому направлению тактической мысли, перенесенному затем и в другие рода сил: понятие морского боя потеряло традиционный смысл, присущий ему с зарождения войны на море.
Поскольку наступательный потенциал носителя ракет много выше оборонительного, выживание под ответным ударом крайне сомнительно. Морской бой — воздействие по противнику и оборона от его воздействия — стал нерационален, и его стали избегать. Основным способом применения стал удар — использование оружия без входа в зону противодействия противника. Например, тот же «Эйлат» был потоплен катерами, даже не покидавшими гавань Александрии. Соответственно, столкновения примерно равных по возможностям противников (таких, как ракетные катера или корабли) стали тоже не характерны. В тех случаях, когда они происходили (например, во время операции «Трайдент» в ходе Индо-пакистанской войны 1971 года), преимущество имела сторона, первой установившая контакт и производившая залп.
Типичны стали столкновения между разнородными силами: катерами и транспортами, авиацией и катерами, и так далее. Косвенным признанием высокой ударной мощи ракетных катеров является факт, что многие флота создали специальные программы и даже рода сил для борьбы с ними. Например, в советском/российском ВМФ Балтийский и Черноморский флота имеют штурмовую авиацию.
С появлением средств радиоэлектронного противодействия (РЭП) в тактику вносились изменения с учётом их эффективности. Катера западной постройки (Германия, Израиль и так далее) полагаясь на превосходство своих средств РЭП, допускают не только упреждающий, но и ответный удар. Так, бой у Латакии показал, что подобная тактика оправдана, пока меры РЭП эффективны.
Тактика ракетных катеров, разработанная в ВС СССР, делает упор на внезапность и массирование сил. Расчёт строится на насыщение противоракетной обороны противника целями сверх её возможностей эффективно их отразить.
В типичном сценарии катера и малые ракетные корабли (МРК) атакуют прибрежный конвой силами до бригады. На стадии сближения бригада в строю параллельных колонн по дивизионам движется вдоль берега или в шхерах, используя маскировку. Строй выбирается так, чтобы единицы (как правило МРК), имеющие ракеты наибольшей дальности, были в дальней от противника колонне. По сигналу командира бригады, колонны выполняют поворот «все вдруг» на противника, и строем параллельных фронтов на предельной скорости сближаются на дальность пуска. Пуск производится залпами, с расчётом прихода всех ракет к цели одновременно.

## Развитие
Современные ракетные катера сохраняют небольшое водоизмещение (100—500 тонн) и высокую скорость (30 — 50 узлов). Типичное вооружение — 4 контейнера противокорабельных ракет и малокалиберная артиллерия (20 — 40 мм). Как правило, реализован динамический принцип поддержания — катера строятся глиссирующие, или на подводных крыльях, реже на воздушной подушке или экранном эффекте.
Однако есть и тенденция к росту водоизмещения, усилению вооружения и средств защиты. Встречаются образцы, пограничные с корветами, или малыми ракетными кораблями, например израильский тип «Саар 5». Другая тенденция идет от стремления сэкономить на содержании и эксплуатации — ракетное оружие частично или полностью снимается для хранения на берегу, катера переоборудуются для патрульной/охранной службы.
По этим причинам в западной классификации катера и корветы часто объединяют в общий класс: легких ударных сил (англ. Fast Attack Craft, FAC).

### Типичные представители

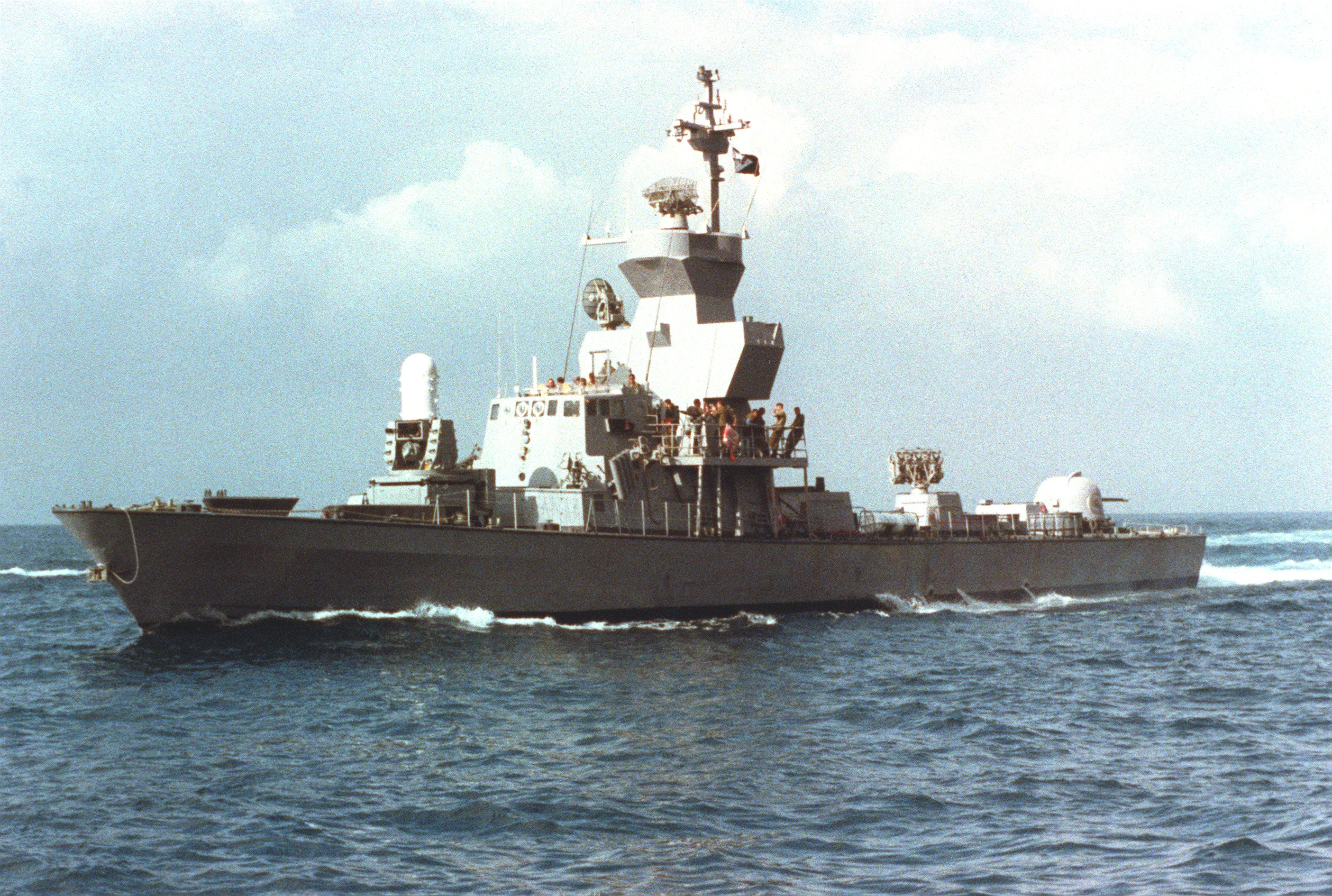
Катер типа «Хец» (חץ)

Израиль: катера характерны большим числом ракет.
Катера типа «Хец» (Саар 4,5) имеют:
Водоизмещение 488 т, Размеры 61,7 x 7,62×2,76 м, скорость 30 уз, четырехвальная дизельная ДУ, мощностью 16 376 л. с., экипаж 50 чел., вооружение 4 ракеты «Гарпун», 6 «Габриэль-III», ЗРК «Барак» (вертикальная ПУ на 32 ракеты), 1 76-мм универсальная артустановка OTO, 1 20-мм зенитную артустановку «Фаланкс», 2 20-мм зенитных автомата, 4 12,7-мм пулемета.
Германия Катера типа 143:

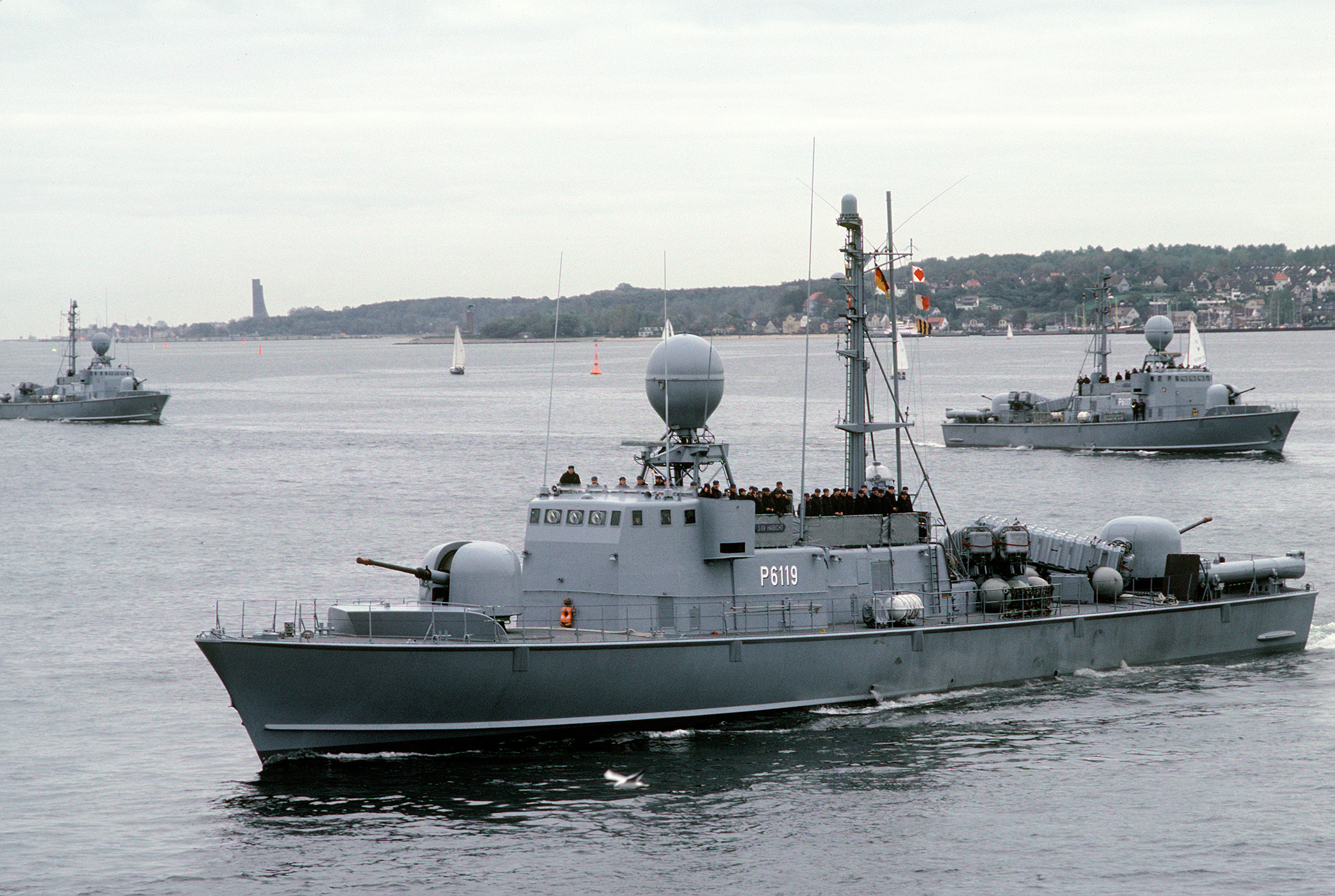
Катер типа 143 Habicht (P-6119)

Водоизмещение 390 т, размеры 57,6 x 7,76×2,56 м, скорость 32 уз, четырехвальная дизельная ДУ, мощностью 16 000 л. с., экипаж 34 чел., вооружение 4 ракеты «Экзосет» MM38, 1 76-мм универсальная артустановка OTO, 1 ракетный комплекс самообороны RAM (21 ракета).
Швеция
Катера типа «Спика-II» (швед. Spica-II):

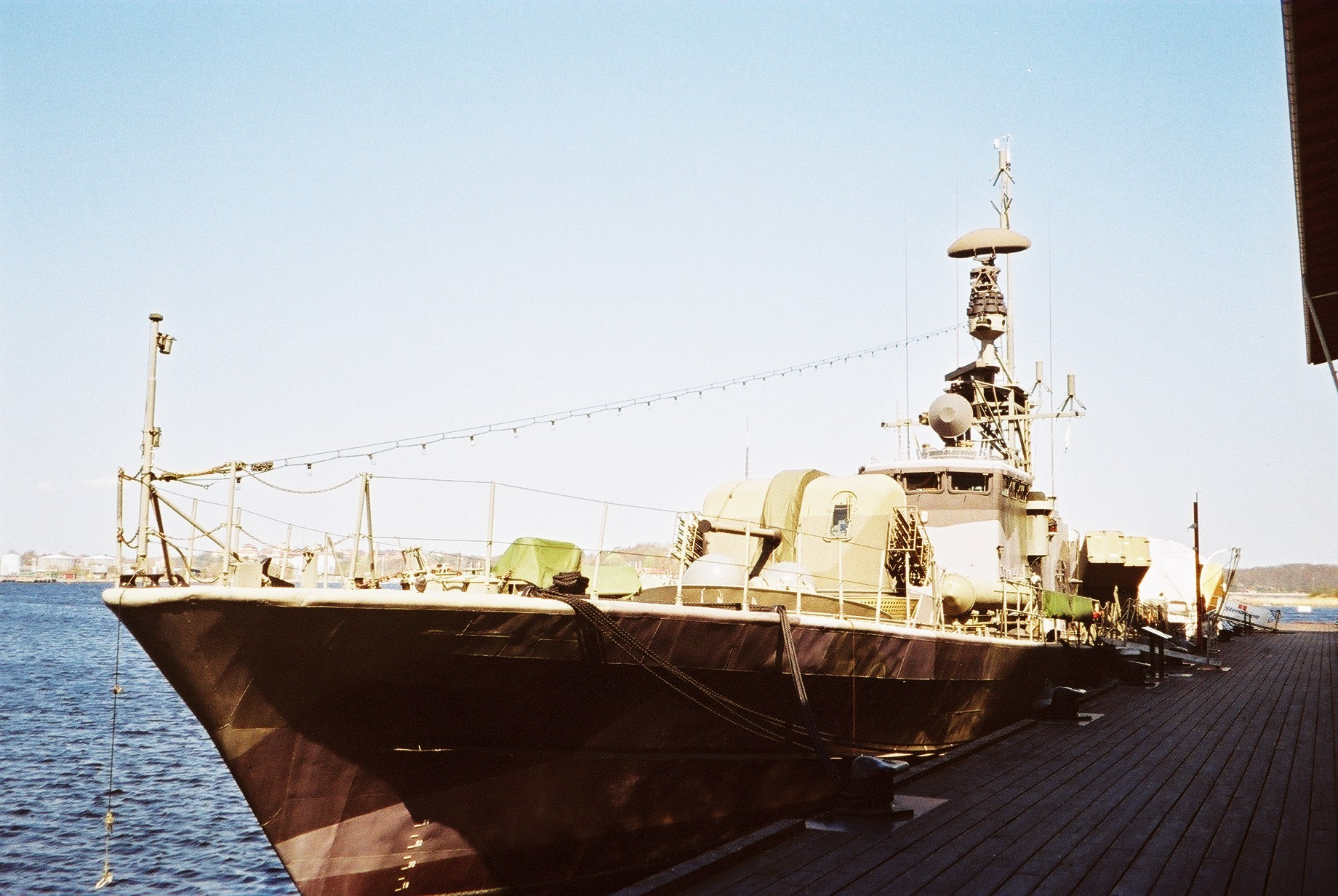
Катер типа Спика-II Västervik

Водоизмещение 230 т, размеры 43,6 x 7,1×1,6 м, скорость 40 уз, трехвальная газотурбинная ДУ, мощностью 12 900 л. с., экипаж 27 чел., вооружение 4 ракеты RBS-15, 1 57-мм/70 универсальная артустановка, 2 533-мм (21") однотрубных торпедных аппарата. Предусмотрено быстрое переоборудование в вариант с 8 ракетами, или с 4 ТА, или в патрульный без ракет, или в минный заградитель (30 мин).
СССР
Катера проекта 205:
Водоизмещение 205 тонн, размеры 38,6 x 7,6×2,6 м, скорость 35 уз, трехвальная дизельная ДУ, мощностью 8 000 л. с., экипаж 26 чел., вооружение 4 ракеты П-15, 2 30-мм спаренные ЗАУ АК-230.

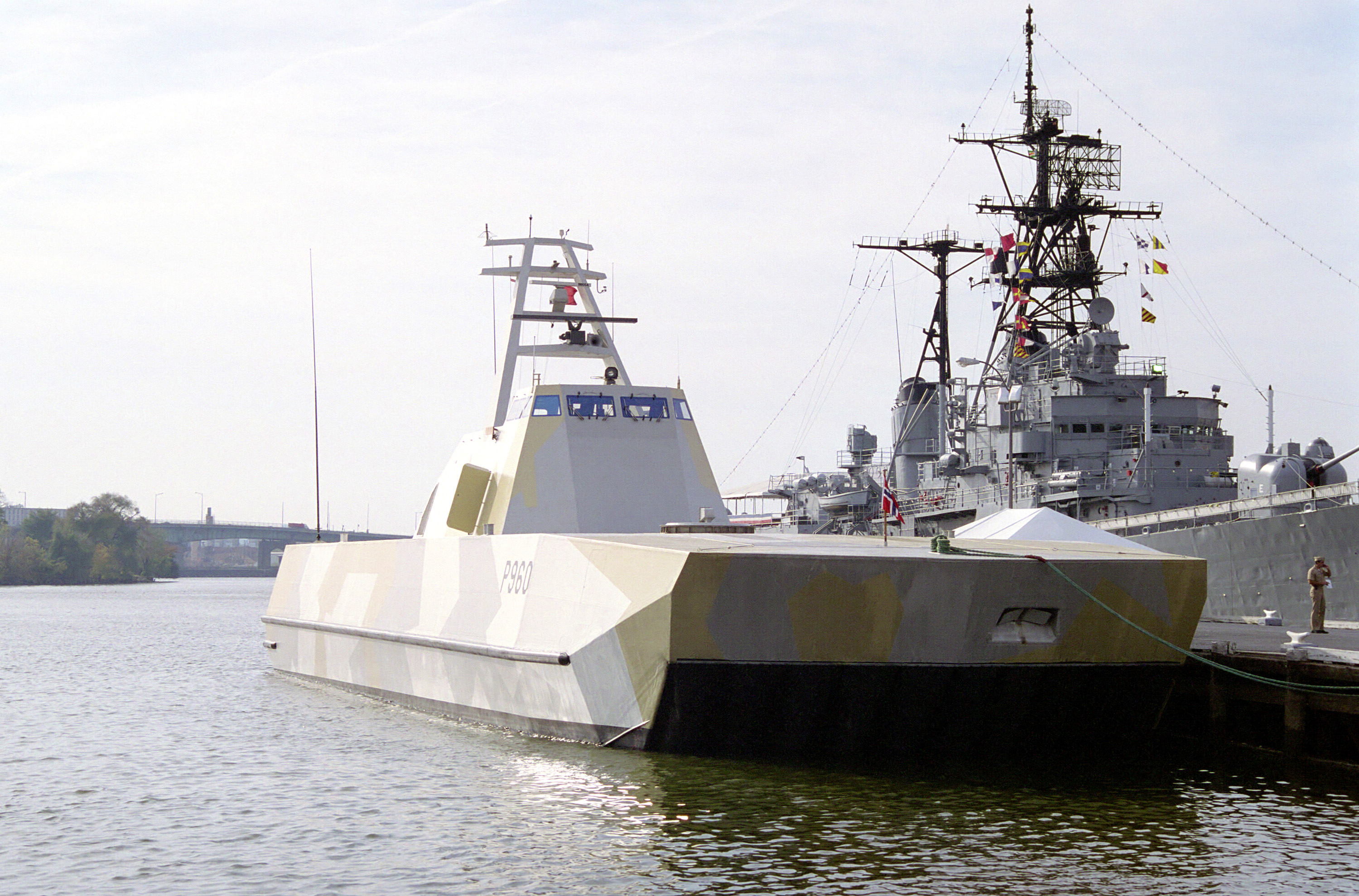
Катер на воздушной подушке скегового типа «Скьёльд» (P-690)

Основными тенденциями развития ракетных катеров являются:
- Системный подход, где главным элементом остается оружие. Катер строится вокруг ракеты. Предусматриваются возможности перехода на новые образцы ракет, когда те станут доступны.
- Широкое применение активных и пассивных средств РЭП.
- Поиск путей повышения скорости, в том числе новых принципов поддержания. Например, советский/российский катер на подводных крыльях проекта 1240, или американский типа «Пегас», или норвежский катер на воздушной подушке «Скьольд».
- Создание специальных серий, предназначенных на экспорт — с учётом снижения стоимости, и использования в локальных конфликтах.

## Распространение
Большая ударная мощь при скромной стоимости сделала ракетные катера крайне привлекательными, особенно для небольших флотов. К 2008 году их, или ракетные корветы, имели 69 стран мира, в том числе все ближневосточные. Причем 19 из этих стран имеют по 10 или менее боевых кораблей, включая катера. Точное число катеров подсчитать трудно, как из-за их частого переоборудования, так и из-за особенностей национальной классификации, оно колеблется в пределах 450—520 единиц, большинство из которых иностранной постройки, и строятся всего в нескольких странах: Израиль, Германия, Россия, Швеция, Китай, Италия, Великобритания, либо по лицензии на местах. Особое положение занимает Япония, строящая усовершенствованные версии итальянских катеров типа «Спарвьеро».
США, по внутриполитическим соображениям, ограничили свою программу ракетных катеров 6 единицами типа «Пегас», но и они с 1993 года находятся в резерве.